# Dorothy Metcalf-Lindenburger
Dorothy Marie Metcalf-Lindenburger (Colorado Springs, 2 maggio 1975) è un'ex astronauta e insegnante statunitense.
Ha volato, come specialista di missione, su STS-131 dello Space Shuttle nel 2010.